# بيت سوزا
بيت سوزا (بالإنجليزية: Pete Souza)‏ (ولد في 1954)  هو مصور وصحفي أمريكي ورئيس مصوري البيت الأبيض الرسميين الحاليين للرئيس باراك أوباما ومدير مكتب التصوير في البيت الأبيض. وكان كذلك مسؤول التصوير في البيت الأبيض خلال فترة الرئيس رونالد ريغان الثانية، 1983-1989. وكان مصور مع شيكاغو تريبيون (مكتب واشنطن)، 1998-2007؛ خلال هذه الفترة 

## معرض صور

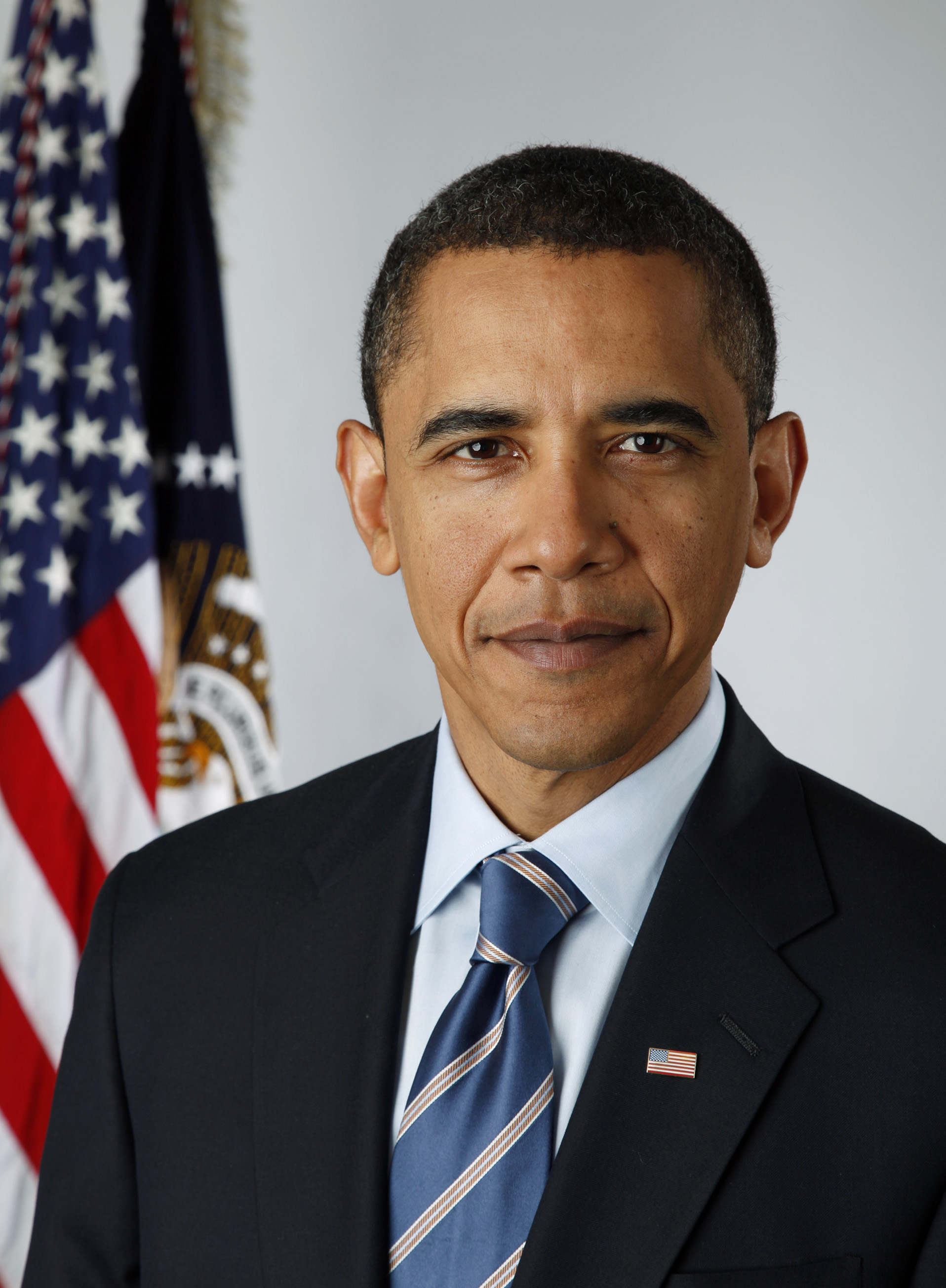
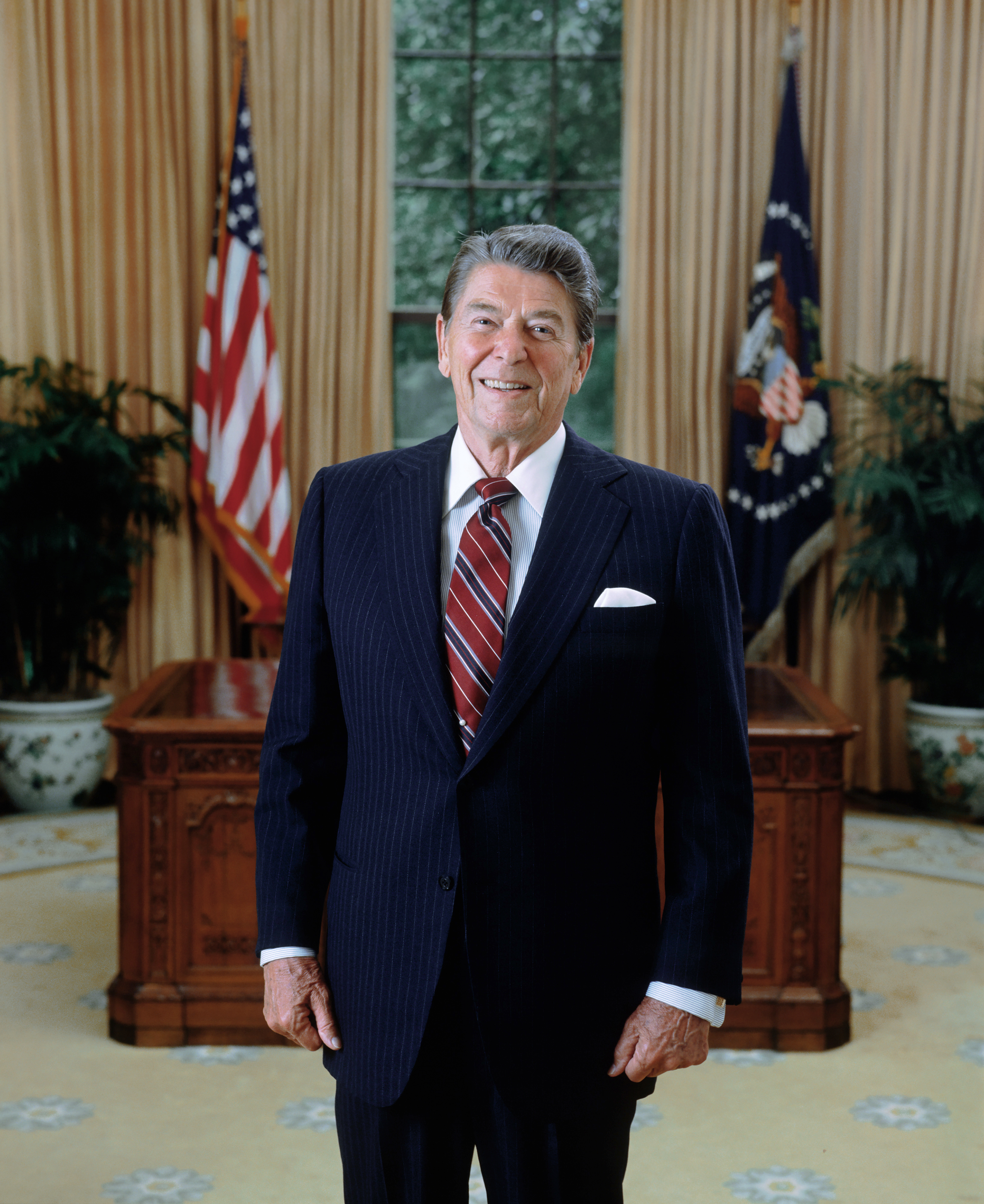
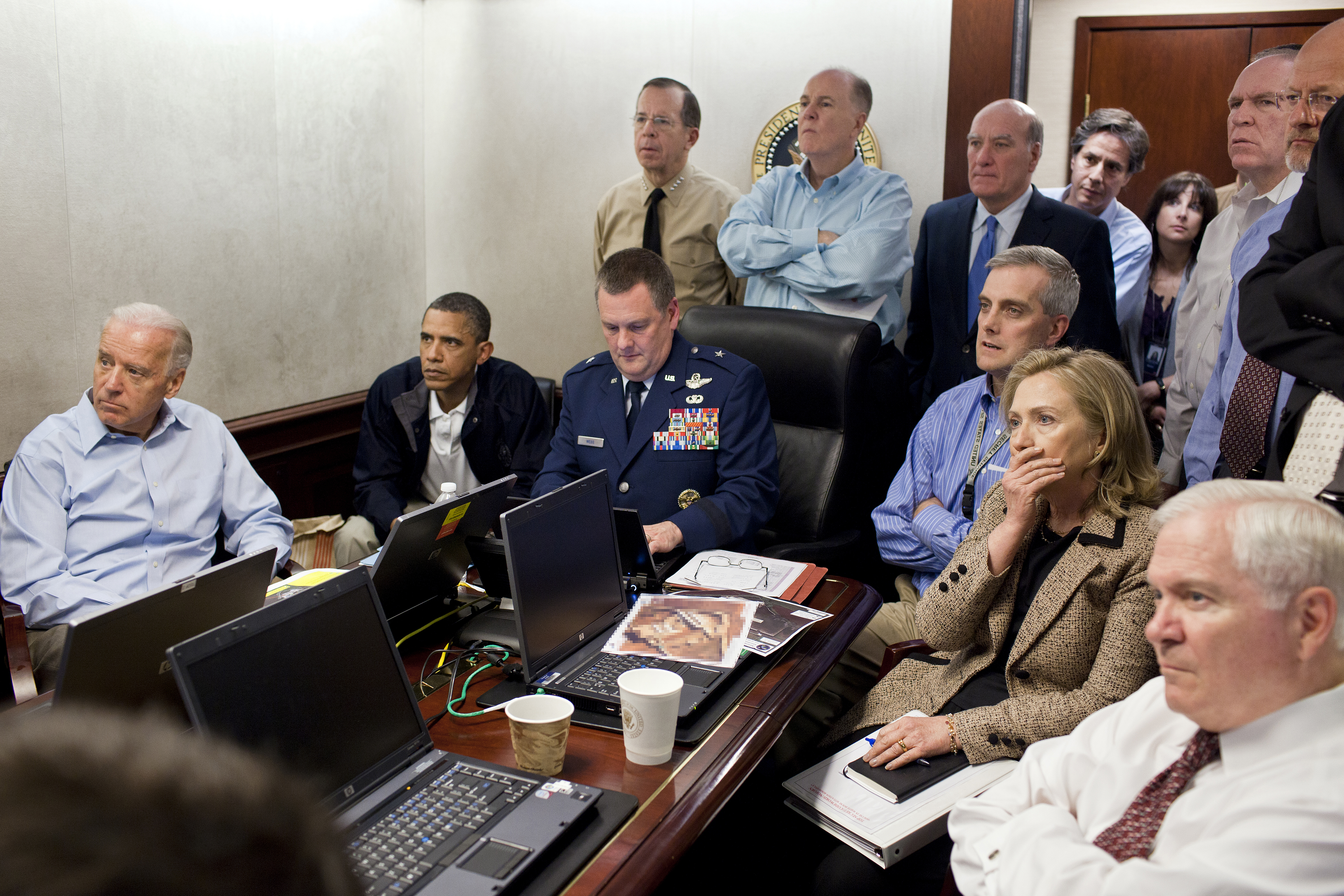